# Epitola mpangensis
Epitola mpangensis är en fjärilsart som beskrevs av Jackson 1962. Epitola mpangensis ingår i släktet Epitola och familjen juvelvingar. Inga underarter finns listade i Catalogue of Life.